# Abdou Ouattara
Abdou Ouattara (ur. 6 kwietnia 1995 w Bafilo) – togijski piłkarz grający na pozycji napastnika. Od 2023 roku jest zawodnikiem klubu Al-Nairyah Club.

## Kariera klubowa
W sezonie 2017/2018 Ouattara grał w klubie ASKO Kara. W sezonie 2018/2019 występował w burkińskim AS SONABEL. W 2019 wrócił do ASKO Kara. W sezonach 2019/2020, 2021, 2021/2022 i 2022/203 wywalczył z nim cztery mistrzostwa Togo. W 2023 przeszedł do saudyjskiego Al-Nairyah Club.

## Kariera reprezentacyjna
W reprezentacji Togo Ouattara zadebiutował 28 sierpnia 2022 roku w wygranym 1:0 meczu Mistrzostw Narodów Afryki 2022 z Nigrem, rozegranym w Lomé.